# Udo Graf Lambsdorff

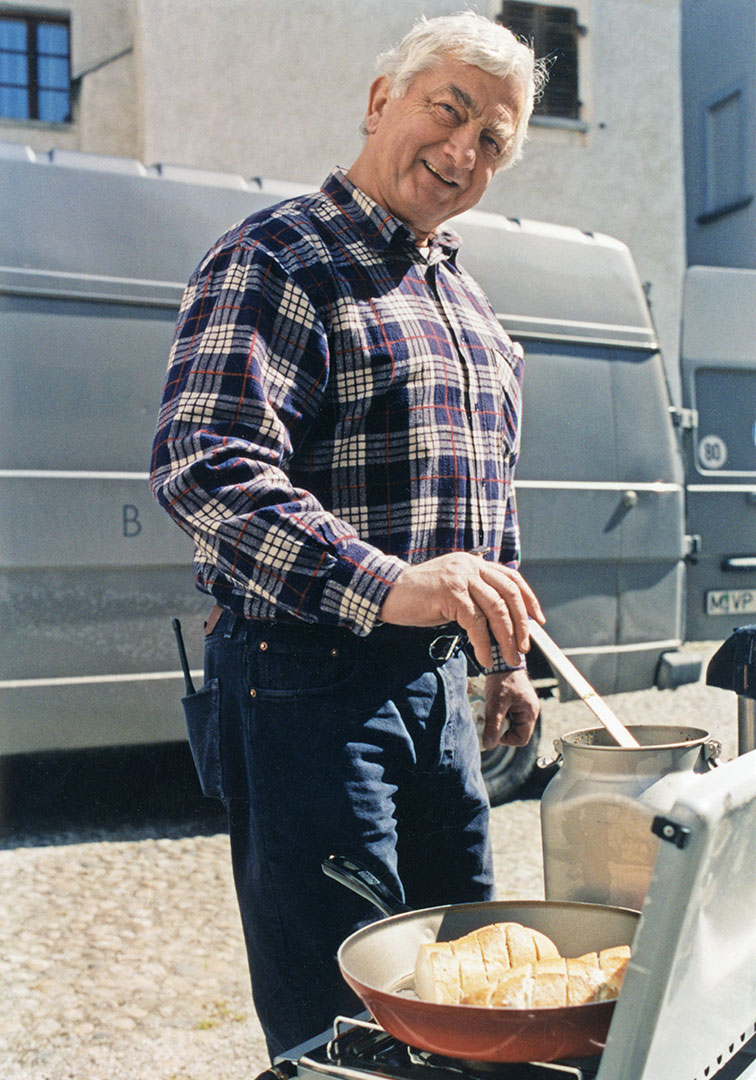
Udo Graf Lambsdorff, Borgonovo, Schweiz 1998

Udo von der Wenge Graf Lambsdorff (* 21. Februar 1939 in Berlin; † 8. Januar 2011) war ein deutscher Filmproduzent und Dokumentarfilmer, der hauptsächlich als Aufnahmeleiter und Produktionsleiter tätig war.

## Leben
Udo Graf Lambsdorff war der Sohn von René Alexander Graf Lambsdorff und Renata Baronesse von Fircks. Udo Graf Lambsdorff arbeitete seit 1990 für Willy Bogner jun., war für die Fotoproduktionen der Modefirma mitverantwortlich und leitete verschiedene Filmproduktionen Bogners, darunter den 1994 entstandenen Film White Magic. Er lebte in München und am Gardasee. Lambsdorff war zudem aktiver Segler und 1978 als Hausverwalter des Münchner Yacht-Clubs tätig, ihm gehörte eine Yacht der Triasklasse, die an Regatten bei der Kieler Woche teilnahm und 1969 dort einen ersten Platz belegte. 1985 nahm er auf einer Dyas an der Deutschen Meisterschaft des Deutschen Segler-Verbands teil und belegte dort einen zweiten Platz.

## Filmografie
- 1967: Das Kriminalmuseum (Produktionsleitung)
- 1967: Die fünfte Kolonne (Produktionsleitung)
- 1968: Duo me l'hadata, guai a chi la tocca (Aufnahmeleitung)
- 1969: Hannibal Books (Regie-Assistenz)
- 1972: König, Dame, Bube (Aufnahmeleitung)
- 1973: Olympiade München 1972 (Aufnahmeleitung)
- 1973: Enthüllungen (Aufnahmeleitung)
- 1974: Das Blaue Palais (Aufnahmeleitung)
- 1974: Okay S.I.R. (Produktionsleitung)
- 1974/75: Härte 10 (5 Folgen, Produktionsleitung-Assistenz)
- 1975: Die Halde (Aufnahmeleitung)
- 1975: Die letzten Ferien (Produktionsleitung)
- 1994: White Magic (Produktionskoordination)